# مهرجان كان السينمائي 1981
مهرجان كان السينمائي لعام 1981 هو الدورة الـ34 للمهرجان عُقد في 13 إلى 27 مايو من عام 1981، حصل فيلم "Man of Iron" للمخرج البولندي أندريه فايدا على السعفة الذهبية للمهرجان.